# Natalia Lesz
Natalia Lesz (Varsavia, 27 luglio 1981) è una cantante polacca.

## Biografia
Natalia Lesz ha studiato per otto anni alla Scuola di Balletto di Varsavia, seguendo anche allenamenti di pattinaggio artistico. Ha proseguito gli studi prima alla Royal Academy of Dance di Londra e poi all'Alvin Ailey American Dance Theater presso il Broadway Dance Center di New York. Nel 2004 si è diplomata in recitazione alla Tisch School of the Arts dell'Università di New York.
Nella primavera del 2008 è uscito il suo album di debutto eponimo, su cui ha lavorato a Los Angeles con produttori come Greg Wells e Glen Ballard. Il disco ha raggiunto la 13ª posizione nella classifica degli album più venduti in Polonia. Con una traccia dell'album, Power of Attraction, ha partecipato al Festival di Sopot tenuto la stessa estate, classificandosi 4ª. Il successo del suo album di debutto le ha fruttato il premio come Migliore artista emergente ai Viva Comet Awards. Il 28 giugno 2008 ha aperto la data di Cracovia del Taking Chances Tour di Céline Dion. A settembre 2008 ha partecipato all'ottava edizione di Taniec w gwiadzami, la versione polacca di Ballando con le stelle, classificandosi seconda con il suo compagno di ballo Łukasz Czarnecki.
Il secondo album della cantante, intitolato That Girl, è uscito nell'autunno nel 2011 e ha debuttato al 44º posto nella OLiS. Ha ottenuto un disco d'oro per le oltre 15 000 copie vendute.

## Discografia

### Album in studio
- 2008 – Natalia Lesz
- 2011 – That Girl

### Singoli
- 2008 – Fall
- 2008 – Power of Attraction
- 2009 – Coś za coś
- 2009 – Arabesque
- 2010 – RadioActive
- 2011 – That Girl
- 2012 – Sorry D
- 2012 – Batumi
- 2012 – Chciałabym
- 2012 – Beat of My Heart